# Bones (groupe)
Pour les articles homonymes, voir Bones (homonymie).
Bones est un groupe de garage rock britannique, originaire de Londres, en Angleterre. Il est formé et composé de Carmen Vandenberg et Rosie Bones.

## Biographie
Le groupe est formé à Londres, en Angleterre. Le site web buzzbands.la dit du groupe qu'il est « un petit peu difficile à trouver sur Google, peut-être, mais faut pas le faire chier. » Le groupe est autonome et produit ses propres morceaux et clips.
Le titre Pretty Waste fait partie de la bande originale de la série Orange is the New Black. En 2016, le groupe s'associe au guitariste Jeff Beck pour écrire l'album Loud Hailer. À la fin de la même année, le groupe sort le clip du morceau Beautiful is Boring, et joue en concert avec Highly Suspect et aux côtés de Jeff Beck pour sa tournée Loud Hailer,.
Vers octobre 2017, le groupe publie son premier album studio, intitulé Beautiful is Boring. À la fin 2017, le groupe publie le clip du morceau-titre, Girls Can't Play Guitar. Ils effectuent une tournée américaine en soutien à l'album entre le 22 octobre, à commencer par Denver, dans le Colorado, et pour finir le 18 novembre par Chicago, dans l'Illinois.
En 2021, le titre Dirty Little Animals a été confectionné pour la série animée Arcane.

## Discographie
- Loud Hailer de Jeff Beck
- 2017 : Beautiful is Boring